# Kammerrat
Als Kammerrat wurde im Feudalismus ein Mitglied einer fürstlichen Hofkammer, insbesondere eines der führenden Mitglieder dieser Finanz- und Liegenschaftsverwaltungsbehörde, bezeichnet.
Ein Landkammerrat war ein Kammerrat, der für einen Landkreis zuständig war.

## Fortbestand des Titels
Einige berufsständische Körperschaften bezeichnen Mitglieder ihres Leitungsgremiums noch heute als Kammerräte, beispielsweise die österreichischen Landwirtschaftskammern oder die österreichischen Arbeiterkammern.
Die Kammerräte der österreichischen Arbeiterkammern sind meist Betriebsräte, Personalvertreter und Gewerkschafter. Sie werden indirekt von den Arbeitnehmern alle 5 Jahre in die Vollversammlung der jeweiligen Länderkammern gewählt. Die Kammerräte führen den Diskurs über aktuelle Angelegenheiten der Interessensvertretung der unselbständig Beschäftigten und bestimmen die Vorgehensweise der Arbeiterkammer.